# Leyes de indulto y amnistía durante el reinado de Fernado VII 1808-1832
Fernando VII de España, llamado «el Deseado» y «el rey Felón» (San Lorenzo de El Escorial, 14 de octubre de 1784-Madrid, 29 de septiembre de 1833), fue rey de España entre 1808 y 1833. Su reinado se vio opacado por la invasión napoleónica que colocó en el trono al hermano de Napoleón, José I Bonaparte, entre mayo de 1808 y diciembre de 1813, al mismo tiempo que la Junta Suprema Central primero y el Consejo de Regencia después, gobernaron en su nombre en la zona controlada por los españoles entre 1808 y 1814. Fernando VII es considerado el máximo exponente del absolutismo en España. 
Su reinado, tras su regreso a España después de las abdicaciones de Bayona y del confinamiento en Valençay, de  se divide en 4 periodos 
- Sexenio absolutista 1814-1820
- Trienio liberal 1820-1823
- Intervención de las potencias y restauración absolutista1823
- Década ominosa 1823-1833

Estos periodos contrapuestos, entre la vuelta al absolutismo y la restauración de la liberal constitución de 1812; produjo momentos en los que el rey se tuvo que apoyar o consentir visiones políticas y religiosas, totalmente contrapuestos del país, con un cambio profundo en los estamentos, el ejército, el acceso a este, y el auge de la burguesía, para poder mantenerse en el poder. 
En cada una de estas fases, los diferentes gobiernos o el propio Rey intentan, con las medidas de gracia, como el indulto o la amnistía, fortalecer su poder o conseguir el apoyo de diferentes sectores. A esto hay que añadir los numerosos pronunciamientos, golpes de estado y conspiraciones (Elío 1814, Riego 1920, sublevación de la Guardia Real 1822, Regencia de Urgel 1822...), la intervención de las potencias extranjeras, y la casi desaparición del imperio colonial, por la emancipación de las provincias  americanas, con la pérdida de ingresos para la corona, así como la creación durante la vigencia de la constitución de 1812 del concepto de patrimonio nacional, frente al patrimonio real.  
Todos estos vaivenes hicieron que se multiplicasen los presos y huidos políticos de uno y otro bando en cada fase, con la consiguiente pérdida para la economía, las letras, las artes. 

## Indultos durante la ocupación napoleónica
Durante la ausencia de Fernando VII en su retiro en Valençay, diferentes mandos civiles y militares establecen indultos en su nombre.
En mayo de 1808 Pedro Agustín de Echevarri Hurtado de Mendoza General de la vanguardia del ejército de operaciones de Andalucía, indulta a los militares que se hubiesen unido a los franceses y a los huidos que se le unan. 
El 26 de diciembre de 1812 Real decreto por el que se concede indulto general con olvido de todo lo pasado á los revoltosos que han cooperado á la invasión del territorio español en las Floridas oriental y occidental.
El 2 de septiembre de 1814 concede un indulto para aquellos miembros de los Reales ejércitos y la armada, que hubiesen cambiado de bando o jurado fidelidad a José I.
El 14 de octubre de 1814 se concede indulto general a todos los presos en las cárceles, salvo por ciertos delitos.
El 29 de septiembre de 1817 vuelve a conceder un indulto en similares términos a ejército y la armada. Tras el pronunciamiento de Rafael del Riego de enero de 1920 y la jura de la constitución de 1812 por parte de Fernando VII el 7 de marzo, se proclaman diferentes leyes de indulto.

## Real Cédula del 9 de noviembre de 1819
Con motivo del desposorio con María Josefa Amalia de Sajonia se concede un nuevo indulto. Se trata de un indulto dirigido exclusivamente para los reos militares y de la Armada. 

## Real decreto de Indulto General de 1820
El indulto general del 17 de agosto de 1820 recién iniciado el Trienio Liberal y restaurada la constitución de 1812
ARTICULO DE OFICIO
El Rey se ha servido expedir el decreto siguiente:
Deseando perpetuar la memoria del restablecimiento de la Constitución de la Monarquía, y del venturoso dia 9 de Julio en que he jurado su observancia en el Congreso nacional, quiero señalar este feliz acontecimiento con una demostración de clemencia, aliviando en cuanto permitan las leyes y situación del reino la suerte de los desgraciados que gimen bajo el peso de sus crímenes, concediendo un indulto general á los delincuentes que sean capaces de él en la Península, islas adyacentes y provincias de Ultramar, y que puedan gozarle sin que resulte perjuicio de tercero ni de la vindicta publica; en su consecuencia ha resuelto: 
Primero: que gocen de esté Indulto todos los presos que siendo capaces de él se hallen en las cárceles de Madrid y demás del reino, como en las provincias de Ultramar, a cuyo fin deberán solicitarle en los tribunales donde á la sazón se hallen pendientes sus causas en el término de tres meses, contados desde el dia en que se publique esta gracia en la capital de la provincia ó de su respectivo distrito; pero para con los prófugos ó ausentes se amplía este término hasta el de seis meses, y pasado uno y otro plazo ninguno podrá gozar del indulto, cualquiera que sea el motivo que se alegue para justificar la dilación. 
Segundo : se exceptúan de él los reos ó cómplices de sedición, los de lesa Magostad divina ó humana, de homicidio alevoso ó proditorio, de fabricar moneda falsa, los incendiarios, los de blasfemia, de sodomía , de cohecho y baratería, de falsedad en documentos públicos, de resistencia á la justicia ; y también serán exceptuados los salteadores de caminos y los otros ladrones.
Tercero: quedan asimismo exceptuados de él los empleados, públicos que se hallen procesados criminalmente por abusos graves en su oficio. 
Cuarto: gozarán del indulto los reos de contrabando por exportación ó introducción de géneros prohibidos ó venta de los estancados; entendiéndose solo personal con remisión de la pena pecuniaria correspondiente al fisco. 
Quinto: gozarán de él los reos rematados á presidio ó arsenales que sean capaces, y los que se hallen en el camino para cumplir sus condenas , no habiendo llegado á la caja de sus destinos. 
Sexto: en los delitos en que haya parte agraviada, aunque se haya procedido de oficio, no se declare concedido el indulto sin que preceda el perdón de aquella, y en los que haya ínteres ó pena pecuniaria tampoco se declare sin el perdón á satisfacción de la misma. 
Séptimo: solo serán comprendidos en el indulto, bajo las excepciones que quedan hechas, los delitos cometidos antes de su publicación , y de ningún modo los posteriores. 
Octavo: comprende este indulto á los eclesiásticos seculares, á cuyo fin se hará el encargo acostumbrado á los M. RR. arzobispos, RR. obispos y demas prelados á quienes corresponda. 
Noveno: podrá aplicarse á aquellos que estando presos como reos de delitos exceptuados no resulten contra ellos, concluidas las sumarias ó causas en plenario, sino leves indicios ó presunciones á juicio de las mismas salas, y cuando haya motivo fundado para no adelantar ya mas en la peligrosa prueba de los indicios, á no ser que estos sean de suyo directos, graves ó vehementes. Décimo: se encarga á los Gefes políticos la vigilancia de la conducta de los indultados que se hallen en sus distritos, para que por los medios posibles procuren su ocupación en las labores ó artes, poniéndose para ello en correspondencia con los alcaldes constitucionales, los que le darán parte mensual de su aplicación.
Undécimo : las salas de las respectivas audiencias se encargarán de la ejecución de este indulto, á cuyo fin las justicias y jueces de primera instancia les pasarán los procesos que ante ellos se hallen pendientes , sin la menor dilación , devolviendo á los juzgados aquellas causas en que no hubiese lugar al indulto, para que la sustancien y determinen con arreglo á derecho, remitiendo inmediatamente lista al tribunal supremo de Justicia, con expresión de los indultados y de sus delitos. 

Tendreislo entendido, y dispondréis lo necesario para que se publique y circule. =Está señalado dela Real mano.=Palacio 17 de Agosto de 1820.=A D. Manuel García Herreros.”

## Real Cédula del 1 de mayo de 1824.
Tras la caída del trienio liberal se producen una serie de indultos a liberales, de difícil aplicación dado sus requisitos. Este Real Cédula se publica en un suplemento de la Gaceta de Madrid el 20 de mayo de 1824, en el que más que indultar, en su artículo 2 enumera a quien se condena (por exclusión del indulto). Parece que presionado por el gobierno francés se ve obligado a publicarlo, pero restringiendo al máximo las gracias del mismo. Según Modesto Lafuente:

No hizo gran oposición Fernando á las restricciones propuestas por estos reformadores del proyecto de amnistía, y consultados varios obispos, el Consejo de Castilla y la Junta secreta de Estado, se borraron, mutilaron y variaron los principales artículos del decreto, quedando tan desfigurada la obra de los ministros, é introducidas tales y tantas excepciones, que quedaba reducida casi á la nulidad. A pesar de esto, y habiéndose firmado el 1 o de mayo 1824, todavía se difirió su publicación hasta el 20, como sintiendo llevar el consuelo á los pocos cuya desgracia había de endulzar, y también para preparar las medidas que luego veremos. 
Texto del indulto:
ARTICULO DE OFICIO.
Se ha expedido la Real cédula del tenor siguiente:
D. Fernando VII por la gracia de Dios, Rey de Castilla &c. A los del mi Consejo &c. Sabed: Que por mi primer Secretario de Estado y del Despachó con fecha 4 de este mes y de mi Real orden se ha dirigido al Gobernador del mi Consejo, para que éste dispusiese sil publicación, el Real decreto que dice así: Restituido con el auxilio de la divina Providencia y de mis fieles Aliados, y por los generosos esfuerzos de, mis leales vasallos, á la plenitud de los derechos de legítima Soberanía, que heredé de mis gloriosos Progenitores, se complace mi corazón en dar públicos testimonios de aprecio á los que en medio del desorden revolucionario se han conservado fieles al honor, comprometiendo su existencia en defensa de mis derechos y de las leyes patrias. Mi paternal clemencia tampoco puede desentenderse de aquellos vasallos extraviados, cuyos errores, no habiendo tenido origen en la perversidad de su corazón, han sido efecto de alucinamiento, ó dimanado de la seducción y de la apariencia engañosa de teorías funestas, que se pretendieron sustituir á instituciones que tenían á su favor la experiencia de los siglos. Pero la seguridad del Estado, la vindicta pública, el interés general de la Europa y su tranquilidad exigen que se haga la debida distinción entre los ilusos ó débiles que han sido instrumentos pasivos ó, secundarios, y aquellos principales delincuentes, que despreciando sus mas sagradas obligaciones, se pusieron al frente de la rebelión para trastornar el Gobierno y las Leyes fundamentales del Reino, que estaban comprometidos á defender; y no contentos con esta primera herida hecha á la legítima Autoridad, han violado en la exaltación de sus pasiones sediciosas aun aquellas mismas leyes y juramentos que pretendían sostener y afectaban respetar, y han contribuido. á las desgracias de su Patria, volviendo á encender la tea de la discordia en las mas importantes posesiones de América que mi paternal Gobierno había conseguido pacificar. Queriendo pues que al mismo tiempo que estos crimínales, principales se sujeten á juicio, conforme a las leyes, se use de benignidad y de clemencia respecto, los demás, é imitando en esto la conducta ;.(de ,mis augustos Abuelos Carlos I y, Felipe V, de gloriosa, memoria, y el ejemplo de mi amado Tío y Hermano el Rey Cristianísimo; teniendo igualmente  presente lo anunciado en mi Real decreto de, 22 de Octubre del año anterior , he venido en resolver y decretar lo siguiente:
Artículo 1º Concedo indulto y, perdón general, con relevación de las penas corporales ó pecuniarias en que hayan podido incurrir ,á todas y cada una de las personas que desde principios del año 1820 hasta el día 1.° de .Octubre de 1823, en que fui reintegrado en la plenitud de los derechos de mi legitima Soberanía, hayan tenido parte en los .disturbios, excesos y desórdenes ocurridos en estos Reinos, con el objeto de sostener y conservar la pretendida constitución política de la Monarquía, con tal que no sean los que se mencionan en el artículo siguiente:
Art, II Quedan exceptuados de este indulto y perdón, y por consiguiente deberán ser oídos, juzgados y sentenciados con arregló á las leyes, los comprendidos en alguna de las clases que a continuación se expresan.
1ª Los autores., principales de las rebeliones militares de las Cabezas, de la Isla del León, Coruña, Zaragoza, Oviedo y Barcelona, donde se proclamó la constitución de Cádiz antes de haberse recibido, el Real decreto de 7 de Marzo de 1820, como también los Jefes civiles y militares que continuaron mandando á los sublevados, ó tomaron el mando de ellos con el objeto de trastornar las leyes fundamentales del Reino.
2ª Los autores principales de la conspiración tramada en Madrid en principios de Marzo del mismo año de 1820, á fin de obligar y compeler por la violencia á la expedición del referido Real decreto de 7del mismo, y consiguiente juramento de la llamada constitución.
3ª Los Jefes militares que tuvieron parte en la rebelión acaecida en Ocaña, y señaladamente el Teniente general D.Henrique O'Donell, Conde del Avisbal
4ª Los autores principales de que se me obligase al establecimiento de la llamada Junta provisional, de que trata el decreto de 9 del mismo mes de Marzo de 1820, y los individuos que la compusieron.
5ª Los que durante el régimen constitucional firmaron ó autorizaron exposiciones dirigidas á solicitar mi destitución , ó la suspensión de las augustas funciones que ejercía, ó el nombramiento de alguna Regencia que me reemplazase en ellas, ó el que mi Real Persona y las de los Serenísimos Príncipes de mi Real Familia se sujetasen á cualquiera especie de juicio , bien fuese por las llamadas cortes , ó por cualquiera otro tribunal, como igualmente los Jueces que hubiesen dictado providencias encaminadas al propio efecto.
6ª Los que en sociedades secretas hayan hecho proposiciones dirigidas á los mismos objetos de que se hace expresión en el artículo precedente durante el gobierno constitucional, y los que con cualquiera otro objeto se hayan reunido ó reúnan en asociaciones secretas después de la abolición del citado régimen (1).
(1) Sabemos que debe publicarse en breve una ley contra las sociedades secretas, sobre cuya materia ha quejido S. M. oír el dictamen de su Consejo Real, á fin de emplear un rigor saludable y la mayor actividad para exterminar enteramente de nuestro suelo estas reuniones tenebrosas, que tantos males han causado á la Monarquía.
7ª Los escritores ó editores de libros, ó papeles dirigidos á combatir é impugnar los dogmas de nuestra Santa Religión Católica Apostólica Romana.
8ª Los autores principales de las asonadas que hubo en Madrid en 16 de Noviembre de 1820, y en la noche del 19 de Febrero de 1823, en que fue violado el sagrado recinto del Real Palacio, y se me privó de ejercer la prerrogativa de nombrar y separar libremente mis Secretarios del Despacho.
9ª Los Jueces y Fiscales de las causas seguidas y sentenciadas contra el General Elío y el primer Teniente de Guardias Españolas D. Teodoro Goffieu, víctimas de su insigne lealtad y amor á su Soberano y á su Patria.
10ª Los autores y ejecutores de los asesinatos del Arcediano D. Matías Vinuesa, y el Reverendo Obispo de Vich, y de los cometidos en la ciudad de Granada, y en la Coruña contra los individuos que se hallaban arrestados en el castillo de S. Antón, y de cualquiera otro de la misma naturaleza. Los asesinatos son siempre excluidos de todos los indultos generales y particulares, y deben serlo con mayor razón los perpetradores de aquellos que envolvían además el siniestro objeto de promover y acelerar el movimiento revolucionario.
11ª Los comandantes de partidas de guerrilla formadas nuevamente, y después de haber entrado el ejercito aliado en la Península, que solicitaron y obtuvieron patentes para hostilizar al ejército Realista y al de mis Aliados.
12ª Los Diputados de las llamadas cortes, que en su sesión de 11 de Junio de 1823 votaron mi destitución y el establecimiento de una pretendida Regencia , y se ratificaron en su depravado intento, continuando con ella basta Cádiz, como también los individuos que habiendo sido nombrados Regentes en dicha sesión , aceptaron y ejercieron aquel cargo, y el General comandante de la tropa que me condujo á la referida plaza. Exceptúame de esta ciase los que después de aquel escandaloso suceso hayan contribuido eficazmente á mi libertad y la de mi Real Familia, según se ofreció solemnemente por la Regencia en su decreto de 23 de Junio del misino año.
13. Los españoles europeos que tuvieron parte directa é influyeron eficazmente para la formación del convenio o tratado de Córdoba, que D. Juan O-Donojú, de odiosa memoria, celebró con D. Agustín de Itúrbide, que á la sazón se hallaba al frente de la insurrección de Nueva España.
14. Los que habiendo tenido parte activa en el gobierno constitucional, ó en los trastornos y resolución de la Península, hayan pasado ó pasen después de la abolición de dicho gobierno á la América con el objeto de apoyar y sostener la insurrección de aquellos dominios; y los de la misma clase que permanezcan en ellos con cualquiera objeto, después de requeridos por las Autoridades legítimas para que abandonen el territorio: Exceptuándose de esta clase los que siendo naturales ó domiciliados en América se hayan restituido á sus hogares, viviendo como habitantes pacíficos.
15. Los de la misma clase precedente, que refugiados en países extranjeros hayan tomado ó tomen parte en tramas y conspiraciones fraguadas en ellos contra la seguridad de mis dominios, contra los derechos de mi Soberanía, o contra mi Real Persona y Familia.
Art. III. Todos los qué no se hallen comprendidos en las precedentes excepciones, ó en alguna de ellas, disfrutarán del beneficio del referido indulto, y por consiguiente gozarán de libertad civil y seguridad individual; esperando qué éste acto de mi clemencia y benignidad servirá de un poderoso estímulo para que volviendo en sí, y reconociendo sus extravíos y alucinamiento, se hagan dignos con su conducta sucesiva de ser restituidos á mi gracia.
Art. IV. En su consecuencia los qué se hallen presos por excesos que no sean de los que quedan exceptuados, ó lo estén solamente por opiniones políticas, serán puestos en libertad , y se desembargarán sus bienes, no obstante que hayan ejercido autoridad judicial, política, militar, administrativa ó municipal, ó hayan tenido empleos y destinos bajó el llamado gobierno constitucional; quedando por consiguiente revocados por el presente decreto los expedidos hasta aquí sobre la materia , en cuánto no sea conforme con las disposiciones del presente.
Art. V. Se observará sin embargo , y celará por las Autoridades respectivas, la conducta de aquellos individuos qué han dado evidentes pruebas de adhesión al régimen constitucional; y si su conducta sucesiva fuere la de vasallos fieles , no serán inquietados en manera alguna; pero si con acciones, con escritos; con discursos tenidos en público, ó por cualquiera otro medio, tratasen en adelante de alterar él Orden; serán procesados y castigados con todo rigor como reincidentes.
Art. VI. Las causas contra las personas no comprendidas en el presente decreto de indultó se formarán y determinarán con arreglo á derecho en los Tribunales superiores de los respectivos territorios en que se hayan cometido los atentados.
Art. VII. El beneficio del presente indulto y perdón no lleva consigo el reintegro de los empleos obtenidos en mi Real servicio antes del 7 de Marzo dé 1820. La conducta política de los empleados se examinará por los medios acordados ó que se acuerden sobre esta materia; pero la decisión que recaiga en los expedientes de purificación no podrá ser trascendental sirio á los empleos y goces respectivos á ellos.
Art. VIII. Tampoco se excluye ni invalida el derecho de tercero á la reparación y resarcimiento de perjuicios si se reclaman por parte legítima, ni el que compete á mi Real Hacienda; para exigir cuentas á los que hayan manejado caudales públicos , y para obligar a la restitución de lo malversado ó sustraído en la citada época.
Art. IX Los individuos pertenecientes á las clases excluidas del beneficio del presente indulto, que se hallen comprendidos en alguna de las capitulaciones concedidas por los Generales del Ejército de S. M. Cristianísima, debidamente autorizados, no podrán permanecer en los dominios españoles sino con la precisa condición de someterse al juicio y a las resultas de este, en la forma qué queda prevenida para todos los que pertenezcan á las referidas clases exceptuadas.
Art. X. Las Autoridades civiles y militares encargadas de la ejecución del presente decreto serán responsables de todo lo que por exceso ó por defecto se oponga á su puntual observancia.
Art. XI. Los M. RR. Arzobispos y los RR. Obispos en sus respectivas Diócesis , después de publicado el presente indulto, emplearán toda la influencia de su ministerio para restablecer la unión y buena armonía entre los españoles, exhortándolos á sacrificar en los altares de la Religión y en obsequio del Soberano y de la Patria los resentimientos y agravios personales. Inspeccionarán igualmente la conducta de los Párrocos y demás eclesiásticos existentes en sus territorios, para tomar las providencias que les dicte celó pastoral por el bien de !a Iglesia y del Estado.
Tendrase entendido en el Consejo para su puntual cumplimiento, y para que se publique y circule á quien corresponda. Está señalado dé la Real mano. En Aranjuez 1º de Mayo de 1824.=:Al Gobernador del Consejo.= Con la misma Real orden y al propio efecto se remitió igualmente al Gobernador del referido mi Consejo la alocución del tenor siguiente:
Españoles.
Imitad el ejemplo de vuestro Rey, que perdona los extravíos, las ingratitudes y los agravios sin mas excepciones que las que imperiosamente exigen el bien publicó y la seguridad del Estado. Habéis vencido la revolución y la anarquía revolucionaria; pero aun nos queda que acabar de vencer la discordia no menos temible. Sacrificad vuestros resentimientos é injurias personales al bien incomparable de la unión y de la paz interior. No olvidéis que la desunión y la discordia civil han arruinado los mas poderosos imperios de la tierra. Sin tranquilidad y perfecta sumisión á las leyes es imposible que el Gobierno se cimente sobre bases sólidas é indestructibles, ni que renazcan las agotadas fuentes de la prosperidad pública, y mucho menos que se restablezca la confianza, que es madre dé la industria y de la riqueza, y el único apoyo del crédito que multiplica los recursos de los Estados. Sin ella vuestros capitales y vuestros brazos irían á fecundar y beneficiar la tierra extranjera, dejando yermo el patrio suelo, que las virtudes de vuestros ascendientes convirtieron en tierra clásica del honor y de la lealtad. Haced que el total restablecimiento del orden en la Península sea el preludio de la reconciliación entre vosotros y vuestros hermanos disidentes de América; Descendientes dé los grandes hombres que fundaron y acrecentaron nuestro glorioso Imperio, é hicieron resonar el nombre español por todos los ángulos de la tierra, no dejéis á los vuestros una Patria destrozada y un nombre vilipendiado. Emplead vuestra natural energía en rescatar á la España del abatimiento en que la han constituido circunstancias desgraciadas. La fortaleza y vigor del Gobierno os preservará en adelante de las agitaciones y trastornos revolucionarios, y la espada de la justicia caerá infaliblemente sobre los que intenten reproducir entre nosotros los pasados desordenes;  pero no deis acogida a las pasiones rencorosas ni á los consejos pérfidos de los que acaso pueden tener un interés en desuniros para perderos, y para que no podáis extender vuestros brazos y auxilio á vuestros hermanos de América, que son víctima, como lo habéis sido vosotros, de la anarquía revolucionaria , y de la ambición de Demagogos inexpertos y mal intencionados. Si por decretó inescrutable de la divina Providencia estaban reservados á vuestro Rey tantos días de amargura en los primeros años de su reinado, cooperad con El para que; los restantes sean de prosperidad y de ventura, y puedan emplearse en fomentar las artes de la paz, y en restituir á la España Su primitiva gloria , a mi Corona su brillantez y esplendor; á la Religión su suave imperio, y á mis pueblos vejados y fatigados la abundancia y el sosiego á que son acreedores por su insigne lealtad y heroica constancia. Aranjuez 1º de Mayo de 1824.= YO EL REY

Este Real decreto se aclara con una Real Cédula del 9 de agosto de 1824que dejaba poco margen a los liberales para obtener el indulto, y los animaba más a huir ,que a presentarse a los juicios de purificación.
ARTICULO DE OFICIO.
Real cédula que S. M. se ha servido expedir, comprensiva de las bases que han de servir en las purificaciones de los militares.
El Rey. Cuando por mi Real decreto de 1 de Mayo de este año, á impulsos de mi paternal clemencia, concedí indulto á aquellos vasallos extraviados, cuyos delitos tuvieron origen mas de seducción y alucinamiento que de la perversidad del corazón; creí conveniente el declarar en el artículo 7º que esta gracia fuese sin perjuicio de examinar la conducta política de los empleados por los medios acordados y que se acordasen sobre este particular, como así se verifica por las clases civiles. Pero considerando que la seguridad del Estado exige que se tomen iguales medidas con los militares, á fin de que, depositando las armas en personas fieles, puedan emplearlas siendo necesario en defensa de mi Real Persona, autoridad soberana, y seguridad interior y exterior de mis dominios, tuve á bien oír sobre este importante asunto á mi Consejo Supremo de la Guerra, quien me consultó lo que creyó conveniente; y en su vista he venido en resolver y decretar lo siguiente:
Artículo 1º Estarán sujetos al juicio de purificación todos los militares efectivos y retirados desde la clase de General hasta la de Alférez inclusive.
Art. 2º En el Consejo Supremo de la Guerra, y por una comisión de cinco Ministros, tres militares, un político y un togado, que se hallen ya purificados, se incoarán, seguirán y determinarán los expedientes de purificación de los Generales y demás Jefes hasta Coroneles inclusive.
Art. 3º Desde la clase de Tenientes Coroneles hasta la de Alférez se principiarán y concluirán en las juntas que se formen en las provincias, compuestas de los Capitanes generales de ellas y otros cinco vocales, que los mismos me proponga, todos ya purificados, á cuyo efecto el Consejo procederá inmediatamente á purificar las personas que no lo estén, y hayan de componerlas, á fin de que estas puedan ponerse expeditas cuanto antes.
Art. 4º Los Ministros efectivos, cesantes, honorarios y demás subalternos del Consejo, y los que sirven en el ejército sin graduación militar, acudirán á purificarse, como lo han hecho hasta aquí, á las juntas civiles respectivas.
Art. 5º Solo se exceptuarán de la purificación los que al tiempo de entrar en el Reino las tropas auxiliares, ó antes de esta época, estuvieron sirviendo en los cuerpos Realistas, sin haber pasado después á los constitucionales; los que hubiesen estado desempeñando alguna comisión dirigida a la defensa de los derechos de mi Soberanía: los que se hayan mantenido en la servidumbre de mi Real Persona y Familia, cuyas excepciones (si no constan por notoriedad) deberán acreditarlas en los tribunales ó juntas en que según su graduación deberán ser purificados.
Art. 6.° En la purificación de los empleados militares se observará el mismo sistema que en la de los civiles, pidiendo informes instructivos y reservados, de la manera y en los propios términos é instancias que están acordadas para estas.
Art. 7º Para que pueda realizarse con mas individualidad lo prevenido en el anterior artículo, los que hayan de purificarse presentarán una relación ó historia de sus vicisitudes, comprensiva de los particulares siguientes. Primero : el destino y empleo que obtenía desde 1º de Enero de 1820. Segundo: donde se hallaba en aquella época, y regimiento ó cuerpo a que pertenecía. Tercero: el sitio y día en que juró la constitución, de que orden, ó porqué. Cuarto: qué ascensos, mandos, empleos o comisiones, así militares como civiles, ha tenido desde dicho tiempo hasta 31 de Diciembre de 1823, y tiempo que ha permanecido en ellas; y en qué pueblos ha residido en esta época, y cuanto en cada uno. Quinto: si ha pertenecido á alguna de las sectas o sociedades reprobadas de masones , comuneros &c.: si ha sido individuo de la milicia llamada nacional, ó de los batallones sagrados, y si ha sido periodista ú orador en las sociedades denominadas patrióticas. Sexto: si ha hecho la guerra contra las tropas Realistas, y en qué clase, cuerpo y provincia. Séptimo: si ha sido Vocal de algún consejo de guerra formado contra los Realistas, en qué sitio, y causas en que intervino como Juez ó Fiscal, con expresión de los que condenaron, y á qué penas, y quienes compusieron el consejo. Octavo: el tiempo y modo como volvió á reconocer mi soberana Autoridad, presentándose al Gobierno legítimo.
Art. 8.° Para que estas certificaciones tengan todo el carácter de certeza y veracidad respecto á la identidad de la persona, se dirigirán por medio de los Capitanes generales las que pertenezcan á los que por su graduación deban purificarse en el Consejo; y los que hayan de hacerlo en las Juntas de las provincias, hallándose en las capitales los interesados, las presentarán á los mismos Capitanes generales, y residiendo fuera, deberán llevar el V.° B.° del Comandante de armas, ó en su defecto de la Justicia del pueblo de su domicilio.
Art. 9º Todo el que omita ó desfigure alguna de las circunstancias expresadas en el art. 7º, por el mero hecho se le declarará impurificado, sin perjuicio de las demás providencias á que se hiciere acreedor, según la mayor ó menor trascendencia de su malicia.
Art. 10º Por el orden que reciban el Consejo y Juntas estas relaciones, se pedirán los informes reservados que crean, convenientes, para averiguar la conducta militar y política del que se ha de purificar.
Art. 11º Si alguno rehusase dar estos informes, dilatase por mas tiempo que el necesario para contestar, o por piedad mal entendida desfigurase ú ocultase los hechos, se pondrá en mi noticia, para que pueda manifestarle mi Real desagrado, o tomar las providencias que estime convenientes.
Art. 12º Las bases que han de servir para la purificación han de ser: el amor á mi Real Persona, derechos y gobierno, y la conducta política y opinión pública que se haya gozado y se goce como consecuencia precisa de dicho amor. Y para la impurificación serán la adhesión al sistema constitucional, su gobierno y máximas, y la conducta política y opinión pública consiguientes á dicha adhesión. Sujetándose mi Consejo de la Guerra á estos principios, procederá desde luego, y con la mayor actividad á las purificaciones, observando el orden, modo y términos prevenidos para la de los empleados civiles en las Reales cedulas de 1° de Julio del año último, y 1º de Abril del presente, y atemperándose también á las declaraciones que haya hecho y haga sobre la materia por la Secretaría del Despacho de Gracia y Justicia.
Por tanto mando á mi Consejo supremo de la Guerra y demás tribunales y justicias del reino, á los Virreyes, Capitanes generales del ejército y armada, Gobernadores, Inspectores generales de mis ejércitos, y á todos los jefes militares en sus respectivos distritos, observen y hagan observar en la parte que á cada uno corresponde cuanto se contiene en esta mi Real cédula &c. Dada en Palacio á 9 de Aposto de 1824 Yo el REY

## Las juntas de purificación durante la Década Ominosa
Entre los organismos que se pusieron en marcha para llevar a cabo la depuración de quienes habían colaborado con el liberalismo, estuvo la Junta de Purificaciones, destinada a depurar a los servidores del Estado. A nivel provincial, se crearon las Juntas de Purificación, que tenían por objeto la depuración de todos aquellos funcionarios, empleados públicos, así como de maestros y profesores, de ideología liberal, imponiéndoles diferentes penas, que pasaban desde la suspensión del salario hasta la cárcel y la expropiación de bienes, llegando en algunos casos hasta la condena a muerte. Su único delito, el haber colaborado, en mayor o menor medida, con las autoridades durante el Trienio Liberal (1820-1823).Entre 1823 y 1832 se produjeron más de dos mil depuraciones de funcionarios de las administraciones central y provincial. El número es ciertamente elevado, pero si se tiene en cuenta que los funcionarios que fueron objeto de investigación fueron alrededor de 23.000, la cifra se relativiza, pues solo el 10 por ciento de la función pública que existía en 1820 fue rechazada.

## Real decreto de indulto general del 25 de mayo de 1828.
Se concede por el Rey desde Pamplona, con motivo de un viaje al oeste del Ebro y su onomástica   
ARTICULO DE OFICIO.
Real decreto de indulto general.
Queriendo perpetuar con un nuevo rasgo de clemencia la memoria de mi viaje á las provincias de la izquierda del Ebro, tan fecundo en felices resultados para la tranquilidad y bien estar de toda la Monarquía, y que el consuelo de un gran número de familias sea el anuncio de la próxima festividad de S. Fernando, vengo en conceder indulto general á todos los reos capaces de él, y señaladamente á los de delitos de deserción de mi ejército y armada , ó de los presidios, fuga de cárcel, contrabando y defraudación de mis Reales Rentas, embriaguez, heridas, injurias, amancebamiento, fuga de presos, cencerradas, rondallas, uso de armas prohibidas y demás de igual clase. Serán comprendidos en este indulto todos los reos sujetos á la jurisdicción ordinaria, á la de Guerra, Marina, Real Hacienda, y cualquiera otra que existan en las cárceles de la Península é islas adyacentes, los sentenciados ó rematados, y también los que se hallen en los presidios ó arsenales por dichos delitos cumpliendo sus condenas, con tal de que estas no pasen de cinco años, entendiéndose que los que hubiesen sido aplicados al regimiento fijo de Ceuta por pena de deserción ú otro motivo, deberán completar su servicio militar en dicho cuerpo. No gozarán de este indulto los reos de crimen de lesa Majestad divina ó humana, de alevosía, de homicidio de sacerdote, dé fabricación de moneda falsa, de espía, de incendiario¡ de blasfemia; de sodomía, de hurto, de cohecho y baratería, de falsedad, de resistencia á la justicia, á la fuerza armada y al resguardo de mis Reales Rentas, el de mala versación de mí Real Hacienda, infidencia y poco zelo en los empleados, y la falsificación de guías para extraer ó introducir cosas prohibidas en el Reino; el de homicidio ó heridas causadas al comandante de cualquiera buque estando á bordo, ó á oficiales del Ejército y Marina hallándose mandando en facción; el de sublevación intentada ó cometida en buques de mi Real armada, ó entre las tropas de tierra, y cualquiera otro que tuviese por objeto alterar ó preparar la alteración del orden establecido para el Gobierno de mis reinos. Mando que solo se comprendan en este indulto los delitos cometido antes de su publicación y no los posteriores; y usando de mi Real benignidad, vengo en extenderlo también á los reos que están fugitivos , ausentes y juzgados en rebeldía, señalándoles el término de tres meses i los que existiesen dentro de la Península é Islas adyacentes, y el dé un año á los qué se hallaren fuera de estos reinos para que puedan presentarse ante cualesquiera justicias, las cuales deberán dar cuenta á los tribunales donde pendieren sus causas para que se proceda á la declaración del indulto. Declaro finalmente, que en los delitos en que hubiese parte agraviada, aunque se haya procedido de oficio, no debe concederse el indulto sin qué preceda perdón suyo, y este ó la satisfacción en los casos en que medie interés ó pena pecuniaria, valiendo aquella gracia cuando el interés ó la pena sea correspondiente al fisco, y aún al denunciador. Tendreislo entendido, y dispondréis lo correspondiente á su cumplimento.= Está señalado de la Real mano.=En Pamplona á 25 de Mayo d 1818.=A D. Francisco Tadeo de Calomardo.

## Real decreto de indulto general del 20 de octubre de 1830
Con motivo del nacimiento de su hija futura Isabel II, Fernando VII concede un amplio indulto incluso "a los que se hallaren fuera de estos reinos"
Artículo de Oficio
El Rey nuestro Señor, nuestra amada Reina y la augusta Recién-nacida siguen sin novedad en su importante estado de salud, igualmente SS.AA. RR. los Srs. Infantes
Real decreto de indulto general.
El REY nuestro Señor se ha servido dirigirme con esta fecha el decreto siguiente:
Siendo tan propio de mi paternal amor á mis vasallos el dispensarles las gracias y alivios qué permitan la equidad y la justicia; y habiendo debido á la divina Providencia el importante beneficio y singular consuelo del feliz parto de la REINA, mi muy Cara y amada Esposa, dando a luz una robusta Infanta; vengo en conceder indulto general á todos los presos que se hallen en las cárceles de Madrid y demás del reino, y sean capaces de él; pero con la circunstancia de que no hayan de ser comprendidos en este indulto los reos á quienes la gravedad de sus crímenes haga indignos de esta gracia, ni los de lesa Magestad divina ó humana, de alevosía, de homicidio de sacerdote, ni el delito de fabricar moneda falsa, el de incendiario, el de extracción de cosas prohibidas del reino, el de blasfemia, el de sodomía, el de hurto calificado; el de cohechó, él de baratería, el de falsedad, el dé resistencia á la justicia, el de desafío, el de mala versación de mi Real Hacienda; y es mi soberana voluntad que se comprendan en este indulto los delitos cometidos antes de su publicación, y no los posteriores, debiendo gozar de el los que estén presos en las. cárceles, y los rematados a presidio ó arsenales, que no estuviesen remitidos , ó en camino para sus destinos, con tal que no hayan sido condenados per los delitos qué quedan exceptuados. Asimismo, usando de mi Real benignidad, vengo en extender este indulto á los reos que están fugitivos, ausentes y rebeldes, señalándoles el término de tres meses á los que estuvieren dentro de España, y el de un año á los que se hallaren fuera de estos reinos, para que puedan presentarse ante cualesquiera justicias, las cuales deberán dar cuenta á los tribunales donde pendieren sus causas para que se proceda á la declaración del indulto. Declaro que en los delitos en que haya parte agraviada, aunque sé haya procedido de oficio, no se conceda el indultó sin que preceda perdón suyo; y que en los que haya interés ó pena pecuniaria tampoco se conceda sin que preceda la satisfacción o el perdón de la parte, que deberá valer para el interés ó pena correspondiente al fisco y aun al denunciador. Tendreislo entendido, y dispondréis lo correspondiente á su cumplimiento.”
Y de orden de S. M. lo traslado á V. E. para su inteligencia, y que se sirva disponer lo conveniente á que tenga debido efecto por el ministerio de su cargo. Dios guarde &c. Madrid 20 de Octubre de 1830.=;Francisco Tadeo de Calomarde. =Sr. Secretario del Despacho de Estado.  
El texto de este indulto en cuanto a sus condiciones, se reutilizará en el indulto de la Reina regente María Cristina de Borbón el 7 de octubre de 1832.

## Indultos y amnistías en la América Española
PDT
En el año 1812 dos periódicos impresos en Inglaterra y financiados por esta, por un lado el Correio Braziliense  en su Vol IX de 1812, y posteriormente El Español de Blanco White indican que la comisión Inglesa enviada a Cádiz para mediar entre España y sus colonias, se ha deshecho sin haber conseguido sus objetivos, pero presentan el texto en el que planteaban una completa amnistía en su artículo 2.º 
Tratados de Paz entre España y Méjico del 28 de diciembre de 1836
Art. 2.Habrá total olvido de lo pasado y una amnistía general y completa para todos los españoles y mejicanos, sin excepción alguna, que puedan hallarse expulsados, ausentes, desterrados, ocultos, ó que por acaso estuvieren presos ó confinados sin conocimiento de los Gobiernos respectivos. cualquiera que sea el partido que hubiesen seguido durante las guerras y disensiones, felizmente terminadas por el presente Tratado, en todo el tiempo de ellas y hasta la ratificación del mismo.
Y esta amnistía se estipula y ha de darse por la alta interposición de S. M. Católica en prueba del deseo que la anima de que se cimenten sobre principios de justicia y beneficencia la estrecha amistad, paz y unión que desde ahora en adelante y para siempre han de conservarse entre sus súbditos y los ciudadanos de la República mejicana.
El 16 de febrero de 1840 se firma estipula lo mismo en un tratado similar con Ecuador; y en un texto similar con Chile en abril de 1844